# Edmond Berlet
Albert-Ernest-Edmond Berlet, né le 18 octobre 1837 à Nancy, mort le 28 juillet 1886 dans la même ville, est un homme politique français républicain, successivement député et sénateur représentant Nancy durant la Troisième République, sous-secrétaire d’État aux colonies.

## Biographie
D'une famille de notables lorrains (son beau-père Georges La Flize (dit Camille La Flize) fut député en 1849 puis de nouveau en 1871), il est avocat, docteur en droit romain et français en 1861, opposant au Second Empire, il soutient l'Union libérale en 1863 et fait partie du comité qui proposa le « programme de Nancy » défendant une certaine décentralisation. Il fonde en 1869 le premier Comité républicain à Nancy avec Antoine Viox et Georges La Flize qui est replacé en 1874, par l'Alliance républicaine de Nancy dont il est le premier président. Il est élu représentant de la Meurthe à l'Assemblée nationale, le 8 février 1871, vote l'amendement Wallon et l'ensemble des lois constitutionnelles fondant la IIIe République, puis réélu en 1876, il siégea dans la Gauche républicaine, combattit le ministère de Broglie, signa le manifeste des 363 républicains hostiles au président Mac-Mahon, et fut réélu en 1877 puis en 1881.
Nommé dans le cabinet Freycinet du 30 janvier 1882, sous-secrétaire d'État des colonies au ministère de la Marine, il tomba avec ce ministère le 7 août suivant, et fut élu sénateur de Meurthe-et-Moselle, le 10 juin 1883. Il siégea au Sénat jusqu'à sa mort en 1886 d'une maladie de foie.
Son cousin Charles Berlet était, lui, un militant royaliste.

## Œuvres
- De la puissance du chef de famille en droit romain. De la condition civile des enfants naturels en droit français. Thèse pour le doctorat en droit soutenue le 1er juillet 1861 par Edmond Berlet, Université de France. Académie de Strasbourg.
- Adresse de MM. les députés républicains aux électeurs de Meurthe-et-Moselle. [Signé : Berlet, Cosson, Duvaux, Petibien. Suivi de la réponse des électeurs, Nancy : impr. de E. Réau, (1877)

## Sources
- Odette Voilliard, Nancy au XIXe siècle 1815-1871, une bourgeoisie urbaine, Association des publications près les Universités de Strasbourg, Paris, fascicule 160, Ophrys, 1978
- « Edmond Berlet », dans Adolphe Robert et Gaston Cougny, Dictionnaire des parlementaires français, Edgar Bourloton, 1889-1891 [détail de l’édition]
- Jean El Gammal, François Roth et Jean-Claude Delbreil, Dictionnaire des Parlementaires lorrains de la Troisième République, Serpenoise, 2006 (ISBN 2-87692-620-2 et 978-2-87692-620-2, OCLC 85885906, lire en ligne), p. 137-138